# Christian Ntsay
Christian Louis Ntsay (Antsiranana, 27 de março de 1961) é um político malgaxe, atual Primeiro-ministro de Madagáscar, desde 6 de junho de 2018, pertencente a etnia Malgaxe. Ntsay foi nomeado pelo Presidente Hery Rajaonarimampianina após a renúncia de Olivier Mahafaly Solonandrasana. Ntsay é considerado um tecnocrata e tendo trabalhado para a ONU.